# Kriisi
Kriisi med Kriisin Ymmyrkäinen är en ö i Finland. Den ligger i Bottenviken och i kommunen Ijo i den ekonomiska regionen  Oulunkaari i landskapet Norra Österbotten, i den norra delen av landet. Ön ligger omkring 29 kilometer norr om Uleåborg och omkring 560 kilometer norr om Helsingfors.
Öns area är 21 hektar och dess största längd är 1,2 kilometer i sydväst-nordöstlig riktning.

## Några ödelar med egna namn
- Kriisi 65°14′36″N 25°11′58″Ö / 65.24335°N 25.19935°Ö
- Kriisin Ymmyrkäinen 65°14′50″N 25°12′27″Ö / 65.24719°N 25.2074°Ö

## Bilder

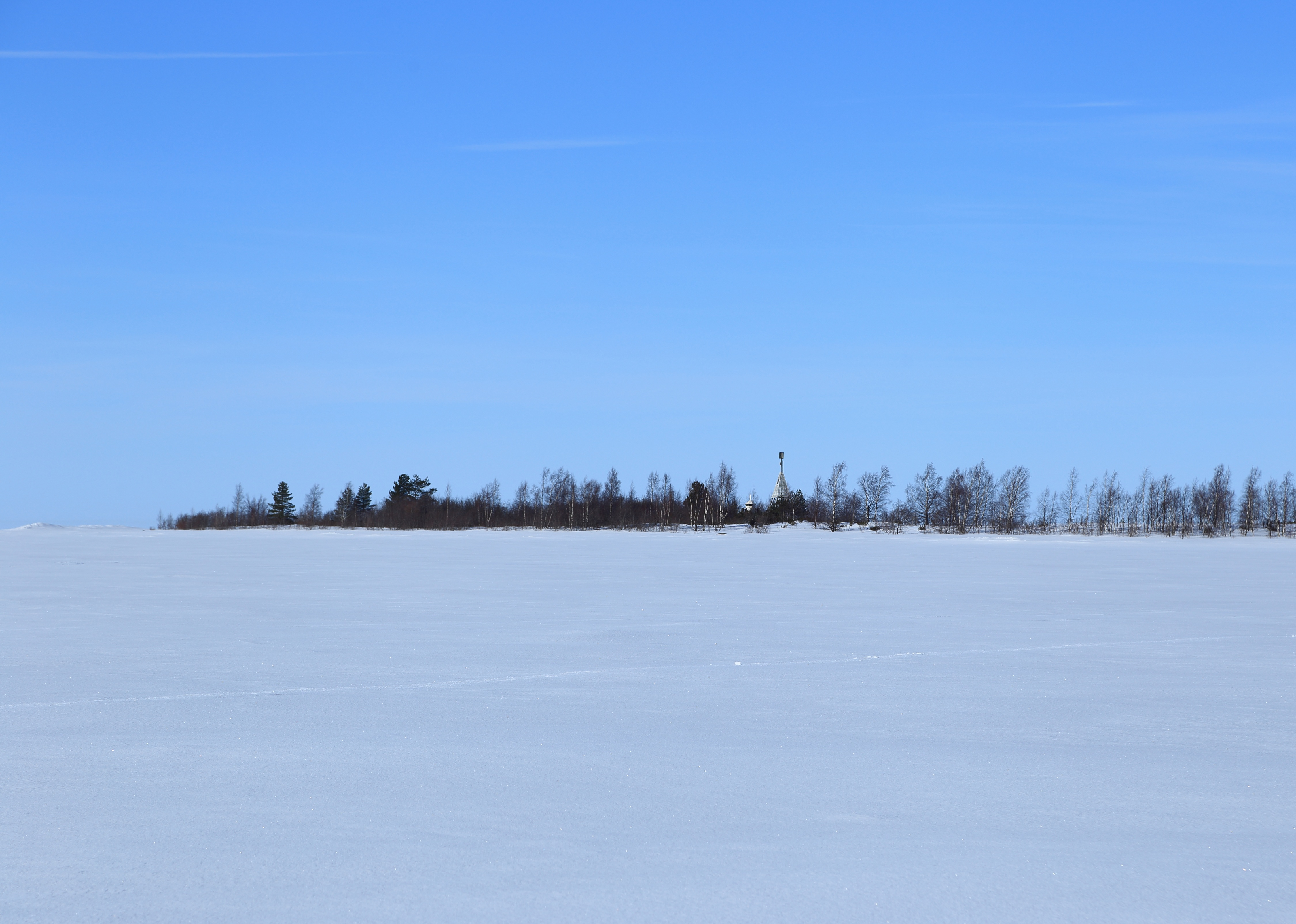
Ön på avstånd
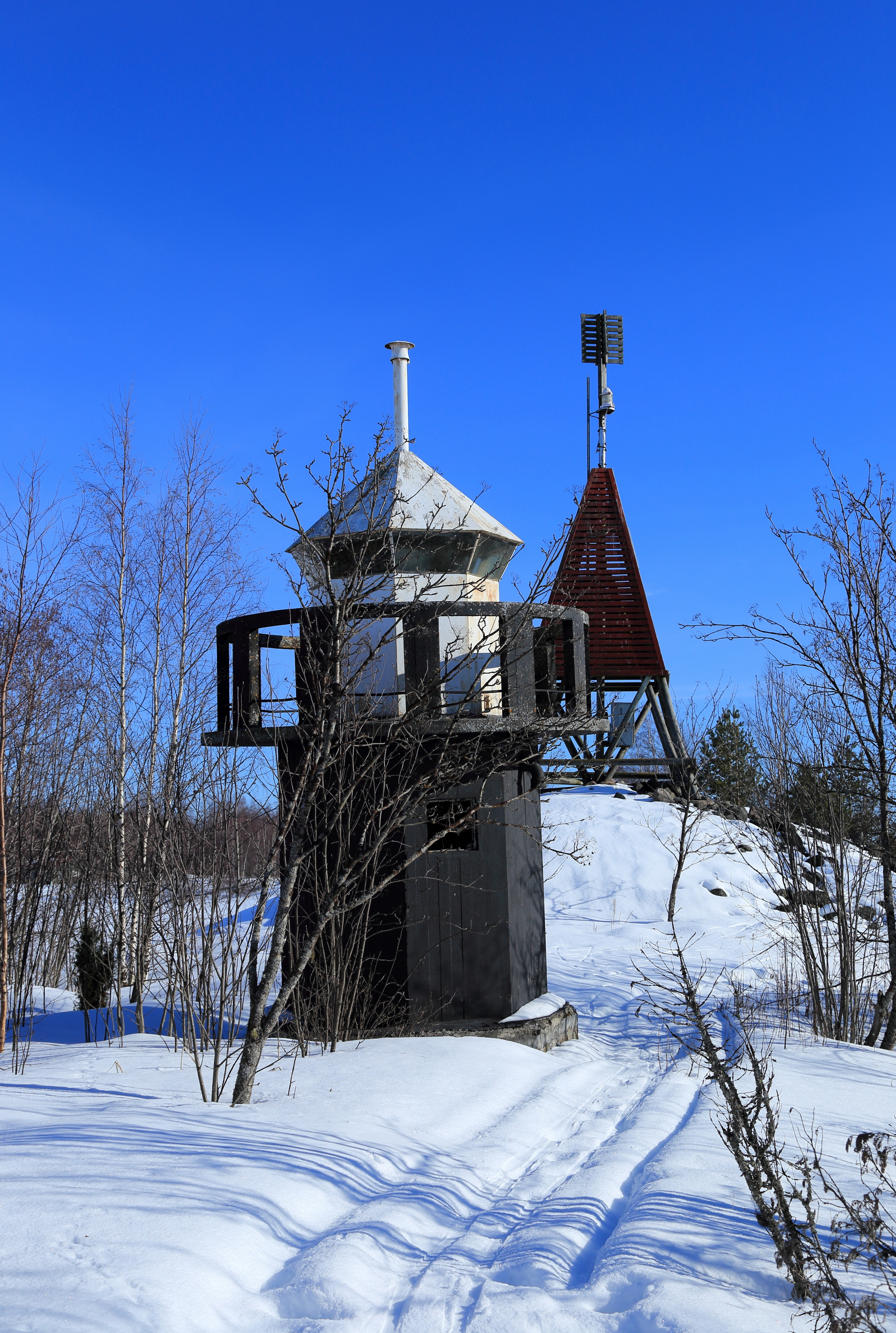
Sjömärken på Kriisi
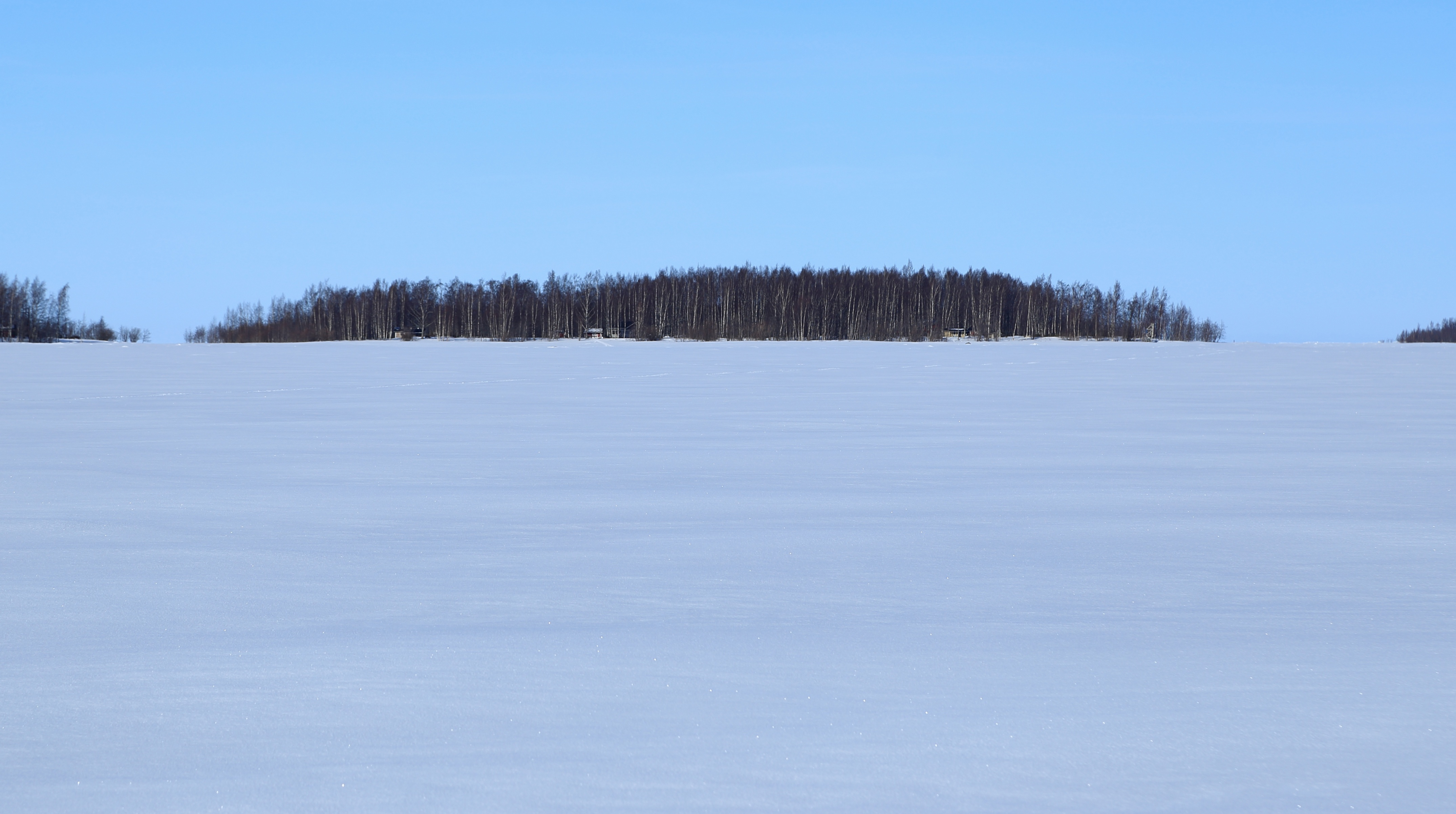
Kriisin Ymmyrkäinen, norra delen av ön